# Apeadero de Reprezas
El Apeadero de Reprezas, igualmente denominado Apeadero de Represas, y originalmente denominado Apeadero de Represa, es una plataforma ferroviaria retirada del servicio de la Línea del Alentejo, que servía a la zona de Reprezas, en el ayuntamiento de Beja, en Portugal.

## Historia
El 24 de julio de 1905, fue aprobado el proyecto y el correspondiente presupuesto, con fecha de 9 de diciembre de 1904, para esta plataforma, con la denominación de Apeadero de Represa.
En 1934, la comisión administrativa del Fondo Especial de Ferrocarriles autorizó la realización de obras en este apeadero, de forma que se modificasen las rasantes de las líneas.